# Розенбаум, Джонатан
Джо́натан Ро́зенбаум (англ. Jonathan Rosenbaum; род. 27 февраля 1943 года) — американский артхаусный кинокритик, который сотрудничал со специализированными изданиями Sight & Sound и Film Comment. С 1987 по 2008 годы публиковался преимущественно в еженедельнике Chicago Reader (где сменил своего товарища Дэйва Кера).

## Биография
Будущий кинокритик вырос в доме Розенбаумов (Флоренс (Алабама)), который спроектировал для его деда Фрэнк Ллойд Райт. В молодости жил в Париже, ассистировал Жаку Тати. Преподавал во многих университетах США и Великобритании. Он издал 11 книг, посвящённых творчеству Орсона Уэллса, Аббаса Киаростами, Джима Джармуша. Вместе с Дж. Хоберманом опубликовал в 1983 году монографию по истории американского киноавангарда.
Розенбаум часто высказывает мнения, которые не вписываются в русло мейнстрима американской критической мысли. Так, после смерти Ингмара Бергмана он вместо некролога опубликовал эссе в The New York Times, где подверг сомнению величие покойного. Резко критикует ограничения на прокат зарубежных лент в США. Годар как-то назвал его наследником традиций Джеймса Эйджи, современным Базеном.

## Сочинения
- Moving Places: A Life in the Movies (1980/1995) ISBN 0-520-08907-3
- Midnight Movies (1983/1991) (with J. Hoberman) ISBN 0-306-80433-6
- Film: The Front Line 1983 (1983) ISBN 0-912869-03-8
- Greed (1993) ISBN 0-85170-806-4
- Placing Movies: The Practice of Film Criticism (1995) ISBN 0-520-08633-3
- Movies as Politics (1997) ISBN 0-520-20615-0
- Dead Man (2000) ISBN 0-85170-806-4
- Movie Wars: How Hollywood and the Media Limit What Films You See A Capella/Chicago Review Press[англ.] (2000) ISBN 1-55652-454-4
- Abbas Kiarostami (Contemporary Film Directors) (2003/2018) (with Mehrnaz Saeed-Vafa) ISBN 0-252-07111-5
- Essential Cinema: On the Necessity of Film Canons (2004) ISBN 0-8018-7840-3
- Discovering Orson Welles (2007) ISBN 0-520-25123-7
- The Unquiet American: Transgressive Comedies from the U.S. (2009) ISBN 978-3-89472-693-5
- Goodbye Cinema, Hello Cinephilia: Film Culture in Transition (2010) ISBN 978-0-226-72664-9
- Cinematic Encounters: Interviews and Dialogues (2018) ISBN 978-0-252-08388-4
- Cinematic Encounters 2: Portraits and Polemics (2019) ISBN 978-0-252-08438-6